# The Morning Never Came
| Оценки критиков | Оценки критиков |
| Источник        | Оценка          |
| --------------- | --------------- |
| Allmusic        | ссылка          |
| Decoymusic.com  | ссылка          |

The Morning Never Came — дебютный студийный альбом финской группы Swallow the Sun, который был выпущен 15 ноября 2003 года. Композиции 1, 3, 4 и 7 являются перезаписанными версиями треков из первой демозаписи группы Out of This Gloomy Light.

## Список композиций
| №                   | Название                   | Длительность |
| ------------------- | -------------------------- | ------------ |
| 1.                  | «Through Her Silvery Body» | 8:40         |
| 2.                  | «Deadly Nightshade»        | 5:49         |
| 3.                  | «Out of This Gloomy Light» | 5:38         |
| 4.                  | «Swallow (Horror I)»       | 5:23         |
| 5.                  | «Silence of the Womb»      | 6:51         |
| 6.                  | «Hold This Woe»            | 8:05         |
| 7.                  | «Under the Waves»          | 6:47         |
| 8.                  | «The Morning Never Came»   | 9:19         |
| Общая длительность: | Общая длительность:        | 56:27        |

### Бонус-трек для американского и ограниченного винилового издания
| №                   | Название            | Заметка             | Длительность |
| ------------------- | ------------------- | ------------------- | ------------ |
| 9.                  | «Solitude»          | Кавер Candlemass    | 5:37         |
| Общая длительность: | Общая длительность: | Общая длительность: | 62:05        |

## Участники записи
| - Микко Котамяки — вокал - Маркус Ямсен — соло-гитара - Юха Райвио — ритм-гитара; написание песен (1–8) - Матти Хонконен — бас-гитара - Алекси Мунтер — клавишные - Паси Пасанен — ударные | - Флавия Лестер — художественная декламация (5) - Петтери Кивимяки — фотография - fo2003 — логотип - Туомо Лехтонен — обложка альбома и макет - Сами Кокко — запись, инжиниринг и сведение (Sam's Workshop) - Минерва Паппи — мастеринг на Finnvox Studios - Альберт Витчфайндер — гостевой вокал (9) | - Candlemass - Йохан Лангквист - Кристиан Веберид - Клаас Бергваль - Лейф Эдлинг — написание песни - Матс Бьоркман - Матс Экстрём |